# 阿部一司
阿部 一司（あべ かずし、1946年10月6日 - ）は、アイヌ民族活動家。元北海道アイヌ協会副理事長。アイヌ政策推進会議構成員などを務めている。　
執筆、講演などの際は阿部ユポという名前を使うことがある。北海道鵡川村(現むかわ町)萌別生まれ。

## 人物・活動
- 40歳頃からアイヌの活動を始める[6]。
- チュチェ思想研究会の創立メンバーの一人[7]。
- 金正恩著作研究会の共同代表[8][9]。
- 21世紀自主フォーラムの世話人副代表[10]。
- 金日成・金正日主義研究165号に「先住民族としての誇りある生き方を代を継いで」という挨拶文を寄稿[11]。
- 2014年10月11日、一般社団法人日本考古学協会主催で「先住民族としてのアイヌ－北海道アイヌ協会の活動と国内外の動向－」 と題する講演を行う[3]。
- 2015年、北海道日本ハムファイターズの｢北海道は開拓者の大地」という空港広告に、「歴史や国際的な動きをもっと勉強してほしい。人権への配慮がなく、まだわかってもらえないのかと情けなくなった」と発言[12]。
- 政府が進めるアイヌ民族の遺骨返還運動に賛成[13]。
- 国連広報局が作成する、「アイヌの人々：日本の先住民族」と題する動画の取材に協力[14]。
- 北海道のSTVラジオで毎週日曜に放送されている「ほっかいどう百年物語」の書籍化シリーズの「北海道命名150年記念 ほっかいどう百年物語 上巻」の監修を務める[15]。

## 家族・親族
- 札幌アイヌ協会の副会長を務める多原良子は実妹[16]。
- 父は元鵡川町議、元北海道ウタリ協会副理事長の阿部政司。
- 多原香里は姪。

## アイヌ関連事業
2020年2月に行なわれた「第71回さっぽろ雪まつり」において、札幌アイヌ協会が受託するはずの事業の一部が、阿部一司の実妹の多原良子副会長が主宰する団体「メノコモシモシ」で受託されていたという事実が発覚し、幹部による不透明な金の流れを、複数の理事が実名で告発する異例の事態が発生している。

## 主な著作
- アイヌ研究の現在と未来（共著・北海道大学出版会 2010.3）
- イランカラプテ アイヌ民族を知っていますか?――先住権・文化継承・差別の問題 （共著・明石書店 2017/5/22）